# 대구가창초등학교
대구가창초등학교는 대한민국 대구광역시 달성군 가창면 대일리에 있는 공립 초등학교이다.

## 학교 연혁
- 1933년 12월 1일 설립인가
- 1934년 1월 18일 가창공립보통학교(4년제) 개교
- 1939년 4월 1일 6년제로 개편
- 1938년 4월 1일 가창공립심상소학교로 개칭
- 1941년 4월 1일 가창공립국민학교로 개칭
- 1947년 3월 1일 용계국민학교 분리(1~3학년)
- 1981년 3월 1일 병설유치원 설립인가
- 1987년 3월 1일 특수학급 1학급 인가 개설
- 1996년 3월 1일 대구가창초등학교로 개칭
- 1999년 3월 1일 우록분교장 본교로 편입
- 2007년 2월 28일 우록분교 폐교로 본교에 편입
- 2007년 3월 1일 유치원종일반 개설
- 2014년 2월 18일 가창누리관(외국어 교육관 및 강당) 준공
- 2016년 2월 4일 제80회 졸업식 (졸업생 총수 : 6872명)
- 2016년 3월 1일 7학급 편성(특수학급 1학급 포함)
- 2017년 2월 15일 제81회 졸업식 (졸업생 총수 : 6891명)
- 2017년 3월 1일 7학급 편성(특수학급 1학급 포함)
- 2018년 2월 9일 제82회 졸업식 (졸업생 총수 : 6907명)
- 2018년 3월 1일 9학급 편성(특수학급 1학급 포함)
- 2019년 2월 1일 제83회 졸업식(졸업생 총수 :6927명)
- 2019년 3월 1일 10학급 편성(특수학급 1학급 포함), 학생수 161명 8차년도 행복학교 운영(외국어중심 교육과정)
- 2020년 2월 13일 제84회 졸업식(졸업생 총수 :6955명)
- 2020년 3월 2일 9학급 편성(특수학급 1학급 포함), 학생수 153명 9차년도 행복학교 운영(외국어중심 교육과정)
- 2020년 4월 7일 학생 자치회의실 조성
- 2020년 9월 14일 아트실 조성
- 2020년 12월 18일 상상제작소 조성
- 2021년 2월 10일 제85회 졸업식(졸업생 총수 :6983명)
- 2021년 3월 2일 9학급 편성(특수학급 1학급 포함), 학생수 165명 10차년도 미래학교(글로벌 자치학교)
- 2021년 3월 26일 자연놀이 공간(텃밭) 첫 조성
- 2022년 2월 11일 제86회 졸업식(졸업생 총수 :7001명)
- 2022년 3월 2일 11학급 편성(특수학급 1학급 포함), 학생수 176명 11차년도 미래학교(글로벌 자치학교)
- 2023년 1월 6일 제87회 졸업식(24명 졸업, 졸업생 총수: 7025명)
- 2023년 3월 1일 11학급 편성(특수학급 1학급 포함), 신입생 17명, 총학생수 171 명
- 2023년 3월 1일 대구광역시교육청지정 미래학교
- 2023년 3월 1일 학생주도수업 선도학교
- 2023년 3월 1일 민주시민교육, 메이커교육 실천학교
- 2023년 3월 1일 오케스트라(리코더) 운영학교
- 2024년 2월 15일 제88회 졸업식(34명 졸업, 졸업생 총수: 7059명)
- 2024년 3월 1일 10학급 편성(특수학급 1학급 포함), 신입생 10명, 총학생수 141명
- 2024년 3월 1일 학생공감 상담실 - Wee 클래스 준공
- 2024년 3월 1일 그린스마트 미래학교 공사완료

## 참고 자료
- 대구가창초등학교 - 한국교육학술정보원 학교알리미